# Конвой SC 100
Конвой SC 100 (англ. Convoy SC 100) — 100-й атлантичний конвой серії SC у кількості 26 транспортних суден, що в супроводженні союзних кораблів ескортної групи A-3 прямував від морських портів Північної Америки до Британських островів.

## Історія
12 вересня 1942 року конвой SC 100, що складався з двадцяти шести торговельних суден, вийшов з Галіфакса до британських берегів під місцевим супроводом. Комодором конвою був капітан Н. Х. Гейл на Athelsultan. SC 100 зустрів його океанський ескорт, група A-3, очолювана куттером Берегової охорони США «Кемпбелл» під командуванням командера П. Гейнемана. Також у групі були куттер «Спенсер» і чотири корвети Королівського флоту Канади. До А-3 приєднався корвет «Трілліум», що супроводжував судна з Вабани, і три корвети, що прямували з конвоєм до Великої Британії для ремонту. На поході до SC 100 приєдналися кілька кораблів як підкріплення, включаючи новостворену конвойну групу 20EG на чолі з командером Ф. Дж. Волкером, що прямувала на схід для участі в операції «Смолоскип», десантній операції в Північній Африці.
На переході конвой SC 100 був атакований силами двох патрульних ліній підводних човнів, «Лохс» з 18 німецьких субмарин, і «Пфайль» з 11 підводних човнів. Конвой пройшов непоміченим через лінію патрулювання «Форвартс», і ці човни більше не брали участі в акції, але 18 вересня конвой був виявлений U-599 з «Лоха». U-599 почав стеження, незабаром до нього приєдналися інші підводні човни «зграї»; спочатку U-755, який минулого тижня потопив метеорологічний корабель USCG Muskeget, потім U-259 і U-569. Ці човни почали атаку, але U-259 зіткнувся з торговим судном і був змушений відступити. Обидва човни були енергійно контратаковані кораблями супроводу, але не зазнали пошкоджень. Приєдналися ще два човни групи «Лохс», U-373 і U-596; останній атакував і потопив вантажне судно Empire Hartebeeste.
У цей момент розігрався потужний шторм (описаний у звітах підводних човнів як «ураган»), що унеможливило подальші спроби німецьких атак. Зіткнувшись з цим, командування підводних сил Крігсмаріне відкликало операцію, але кілька човнів залишилися на зв'язку, і на третій день U-617 з «Пфайля» вийшов на контакт з конвоєм і торпедував судно комодора «Ательсултан». U-617 також потопив судна «Теннессі» та «Румані», що відстали від головних сил, які розділилися під час шторму. Тим часом на посилення конвою SC 100 підійшли кораблі з найближчих конвоїв і з 20 EG, довивши загальну кількість військових кораблів супроводження до 15. 24 вересня ще два підводні човни вийшли на контакт; U-432 потопив вантажний корабель «Пенмар», але заява U-258 про затоплення двох вантажних суден була хибною. Наступного дня, коли погода прояснилася, літаки Берегового командування Королівських ПС змогли забезпечити надійне прикриття з повітря, змусивши всі підводні човни, які все ще переслідували конвой противника, відступити. 28 вересня без подальших нападів SC 100 благополучно прибув до Ліверпуля.

## Кораблі та судна конвою SC 100

### Транспортні судна
Позначення
| Назва                     | Прапор              | Тоннаж (GRT) | Прим.                                                          |
| ------------------------- | ------------------- | ------------ | -------------------------------------------------------------- |
| Ary Lensen (1930)         | Велика Британія     | 3214         |                                                                |
| Athelsultan (1929)        | Велика Британія     | 8 882        | судно комодора; 23 вересня 1942 року потоплений U-617          |
| Atland (1920)             | Швеція              | 5 203        |                                                                |
| Atlantic (1939)           | Велика Британія     | 5414         |                                                                |
| Belgian Fisherman (1918)  | Бельгія             | 4714         |                                                                |
| Boris (1917)              | Грецьке королівство | 5166         |                                                                |
| Dux (1934)                | Норвегія            | 1590         |                                                                |
| Empire Guinevere (1942)   | Велика Британія     | 7072         |                                                                |
| Empire Hartebeeste (1918) | Велика Британія     | 5 676        | 20 вересня 1942 року затоплено U-596                           |
| Empire Opal (1941)        | Велика Британія     | 9811         |                                                                |
| Empire Razorbill (1920)   | Велика Британія     | 5118         |                                                                |
| Empire Soldier (1928)     | Велика Британія     | 4539         | 16 вересня затонуло внаслідок зіткнення з танкером F. J. Wolfe |
| Empire Stour (1930)       | Велика Британія     | 4696         |                                                                |
| Esturia (1914)            | Велика Британія     | 6968         |                                                                |
| Greylock (1921)           | США                 | 7640         |                                                                |
| Gunvor Maersk (1931)      | Велика Британія     | 1977         |                                                                |
| Innesmoor (1928)          | Велика Британія     | 4392         |                                                                |
| Mount Evans (1919)        | Панама              | 5598         |                                                                |
| Norhauk (1919)            | Норвегія            | 6086         |                                                                |
| Panama (1915)             | Велика Британія     | 6650         |                                                                |
| Pennmar (1920)            | США                 | 5868         | відстало від конвою і 24 вересня 1942 року затоплено U-432     |
| Rio Verde (1924)          | Норвегія            | 3223         |                                                                |
| Roumanie (1906)           | Бельгія             | 3658         | 24 вересня 1942 року затоплено U-617                           |
| Spurt (1918)              | Норвегія            | 2061         |                                                                |
| Tennessee (1921)          | Велика Британія     | 2342         | 23 вересня 1942 року затоплено U-617                           |
| Tore Jarl (1920)          | Норвегія            | 1514         |                                                                |

### Кораблі ескорту
| Назва                     | Прапор                                  | Тип корабля                       | Прим.         |
| ------------------------- | --------------------------------------- | --------------------------------- | ------------- |
| «Біттерсвіт»              | Військово-морські сили Канади           | корвет типу «Флавер»              | 16-28 вересня |
| «Блискавиця»              | Військово-морські сили Польщі           | ескадрений міноносець типу «Грім» | 16-26 вересня |
| «Кемпбелл»                | Берегова охорона США                    | куттер типу «Трежері»             | 16 вересня    |
| «Дептфорд»                | Військово-морські сили Великої Британії | шлюп типу «Грімсбі»               | 25 вересня    |
| «Кеногамі»                | Військово-морські сили Канади           | корвет типу «Флавер»              | 12-26 вересня |
| HMS Kingston Beryl (4.03) | Військово-морські сили Великої Британії | військовий траулер                | 27 вересня    |
| «Луїсбург»                | Військово-морські сили Канади           | корвет типу «Флавер»              | 21-26 вересня |
| «Люненбург»               | Військово-морські сили Канади           | корвет типу «Флавер»              | 21-27 вересня |
| «Матапедіа»               | Військово-морські сили Канади           | корвет типу «Флавер»              | 12-16 вересня |
| «Мейфлавер»               | Військово-морські сили Канади           | корвет типу «Флавер»              | 16-28 вересня |
| «Мус Джо»                 | Військово-морські сили Канади           | корвет типу «Флавер»              | 12-16 вересня |
| HMT Narvik                | Військово-морські сили Великої Британії | військовий траулер                | 27-28 вересня |
| «Настуртіум»              | Військово-морські сили Великої Британії | корвет типу «Флавер»              | 16-27 вересня |
| «Наяджера»                | Військово-морські сили Канади           | ескадрений міноносець типу «Таун» | 12-16 вересня |
| «Прескотт»                | Військово-морські сили Канади           | корвет типу «Флавер»              | 21-26 вересня |
| «Ростерн»                 | Військово-морські сили Канади           | корвет типу «Флавер»              | 25 вересня    |
| «Спенсер»                 | Берегова охорона США                    | куттер типу «Трежері»             | 16 вересня    |
| «Тріліум»                 | Військово-морські сили Канади           | корвет типу «Флавер»              | 15-28 вересня |
| «Вейберн»                 | Військово-морські сили Канади           | корвет типу «Флавер»              | 16-27 вересня |
| «Вудсток»                 | Військово-морські сили Канади           | корвет типу «Флавер»              | 21-26 вересня |

## Підводні човни, що брали участь в атаці на конвой
| Назва                | Тип                | Командир                                     | Результати атаки                                                  |
| Вовча зграя «Лохс»   | Вовча зграя «Лохс» | Вовча зграя «Лохс»                           | Вовча зграя «Лохс»                                                |
| -------------------- | ------------------ | -------------------------------------------- | ----------------------------------------------------------------- |
| U-135                | типу VIIC          | капітан-лейтенант Фрідріх-Герман Преторіус   | не здобув                                                         |
| U-176                | типу IXC           | корветтен-капітан Райнер Дірксен             | не здобув                                                         |
| U-259                | типу VIIC          | капітан-лейтенант Клаус Кепке                | не здобув                                                         |
| U-373                | типу VIIC          | капітан-лейтенант Пауль-Карл Лезер           | не здобув                                                         |
| U-410                | типу VIIC          | капітан-лейтенант Курт Штурм                 | не здобув                                                         |
| U-432                | типу VIIC          | капітан-лейтенант Гайнц-Отто Шульце          | 24 вересня затопив Pennmar                                        |
| U-569                | типу VIIC          | капітан-лейтенант Ганс-Петер Гінш            | не здобув                                                         |
| U-599                | типу VIIC          | капітан-лейтенант Вольфганг Брайтгаупт       | не здобув                                                         |
| U-755                | типу VIIC          | капітан-лейтенант Вальтер Геїнг              | не здобув                                                         |
| Вовча зграя «Пфайль» |                    |                                              |                                                                   |
| U-216                | типу VIID          | оберлейтенант-цур-зее Карл-Отто Шульц        | не здобув                                                         |
| U-221                | типу VIIC          | капітан-лейтенант Ганс-Гартвіг Троєр         | не здобув                                                         |
| U-258                | типу VIIC          | капітан-лейтенант Вільгельм фон Мессенгаузен | не здобув                                                         |
| U-356                | типу VIIC          | капітан-лейтенант Георг Валлас               | не здобув                                                         |
| U-595                | типу VIIC          | капітан-лейтенант Юрген Квет-Фаслем          | не здобув                                                         |
| U-607                | типу VIIC          | капітан-лейтенант Ернст Менгерзен            | не здобув                                                         |
| U-615                | типу VIIC          | капітан-лейтенант Ральф Капіцкі              | не здобув                                                         |
| U-617                | типу VIIC          | капітан-лейтенант Альбрехт Бранді            | 23 вересня потопив Athelsultan і Tennessee; 24 вересня — Roumanie |
| Окрема група         |                    |                                              |                                                                   |
| U-373                | типу VIIC          | капітан-лейтенант Пауль-Карл Лезер           | не здобув                                                         |
| U-596                | типу VIIC          | капітан-лейтенант Гюнтер Ян                  | 20 вересня потопив Empire Hartebeeste                             |